# Parafia św. Józefa w Sadowie
Parafia Świętego Józefa w Sadowie – parafia rzymskokatolicka, znajdująca się w diecezji gliwickiej, w dekanacie Sadów.

## Proboszczowie[2]
- ks. Karol Urban – proboszcz (1899 – 1923)
- ks. Jakub Herman – proboszcz (1923 – 1954)
- ks. Jan Pietrek – proboszcz (1954 – 1955)
- ks. Paweł Kępka – proboszcz (1955 – 1960)
- ks. Bolesław Jakubczyk – proboszcz (1960 – 1972)
- ks. Karol Wollnik – proboszcz (1972 – 1979)
- ks. Alojzy Drozd – proboszcz (1979 – 1986)
- ks. Marian Śliwiński – proboszcz (1986-08-20 – 1999-08-21)
- ks. Krystian Gajek – proboszcz (1999-08-22 – 2014-08-20)
- ks. Krzysztof Domoracki – proboszcz (2014-09-01 – 2018-08-31)